# معلم فأر التجارب

معلم فأر التجارب

معلم فأر التجارب نصب تذكاري منحوت في مدينة نوفوسيبيرسك في سيبيريا يتخذ هذا المعلم حيزا أمام حديقة أكاديمية العلوم الروسية في علم الخلايا والوراثة تم بناء هذا المعلم في الأول من يوليو سنة 2013 م بتزامن مع ذكرى 120 لتأسيس مدينة نوفوسيبيرسك وهو من تصميم اندرو خاركفيتش.
وفقا إلى مدير الاكاديمية نيقولا كلوتشنوفا الذي قال ان هذا المعلم احياء لذكرى التضحيات التي قدمها الفئران في الابحاث العلمية حتى يتسنى للعلماء فهم الاليات البيولوجية و الفيسولوجية لتطوير العقاقير الجديدة لتمكن من علاج الامراض.

## الوصف

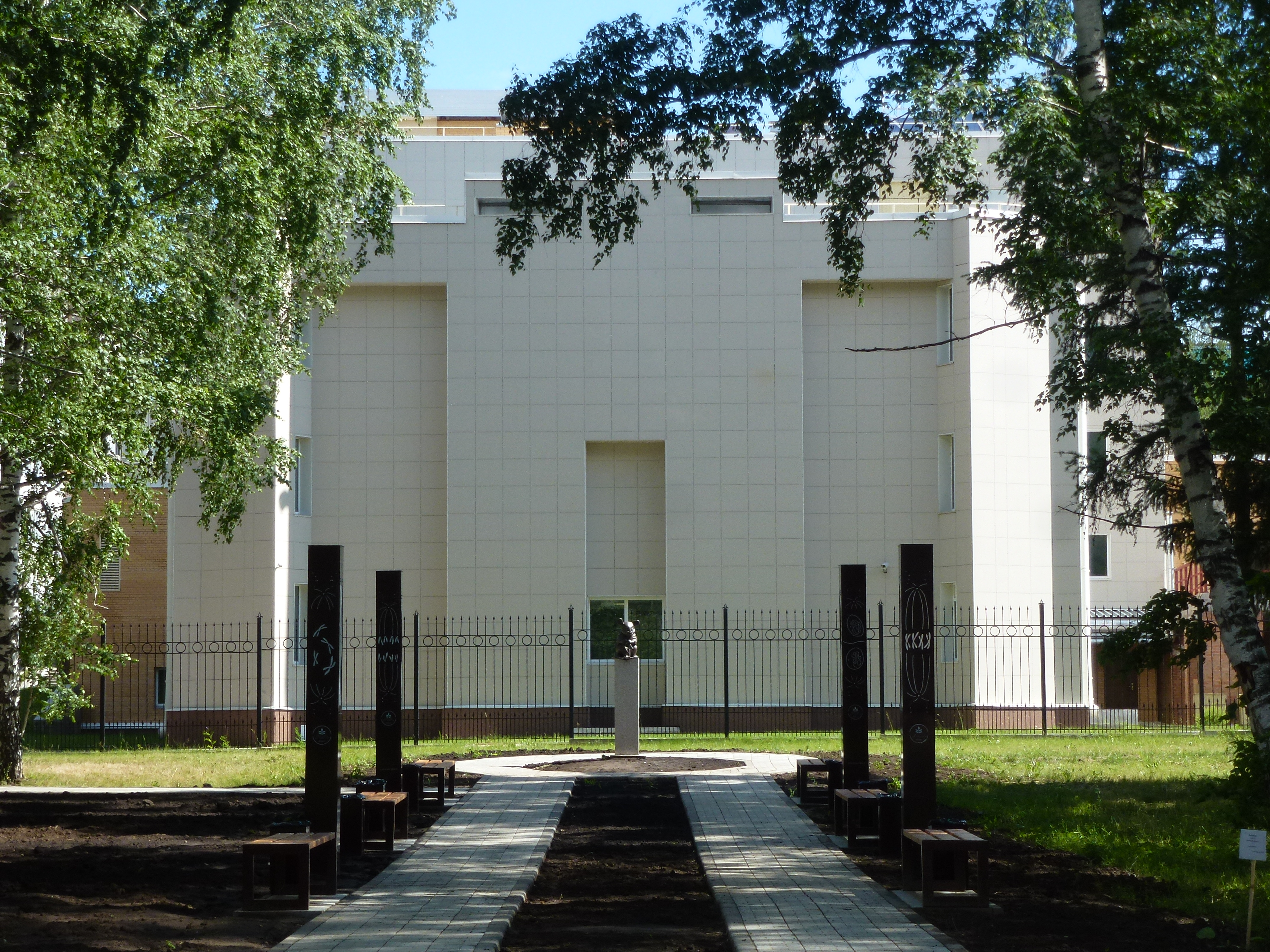
مقر المعلم

المعلم يجسد فأرة ترتدي نظارات طبية و تتدثر بمعطف المختبرات و بين يديها الحمض النووي تحيكه بشكل حلزوني مضاعف.طول التمثال 70 سنتيمتر على منصة مساحتها 2.5 متر.